# Godiva (inslagkrater)
Godiva is een inslagkrater op de planeet Venus. Godiva werd in 1994 genoemd naar Lady Godiva of Godgifu, edelvrouwe in Mercia (±1040-1085).
De krater heeft een diameter van 30,7 kilometer en bevindt zich in het gelijknamig quadrangle Godiva (V-60).